# Lastoursville
Lastoursville (o Mandji) è un centro abitato del Gabon, situato nella provincia di Ogooué-Lolo.